# Федеріко Бернардескі
Федері́ко Бернарде́скі (італ. Federico Bernardeschi, МФА: [fedeˈriko bernarˈdeski], нар. 16 лютого 1994, Каррара) — італійський футболіст, фланговий нападник канадського «Торонто». Відомий багаторічними виступами за «Ювентус» і національну збірну Італії.

## Клубна кар'єра
Народився 16 лютого 1994 року в місті Каррара. Вихованець юнацьких команд футбольних клубів «Атлетіко Каррара», «Понцано» та «Фіорентина».
Для отримання досвіду дорослого футболу 2013 року був відправлений в оренду до друголігового «Кротоне», де протягом сезону взяв участь у 38 матчах чемпіонату.
До складу основної команди «Фіорентини» почав залучатися 2014 року після завершення терміну оренди.
Влітку 2017 року за 40 мільйонів євро перейшов до «Ювентуса», з яким уклав п'ятирічний контракт. Протягом наступних п'яти років був у складі туринців гравцем ротації, взявши за цей час участь у 183 іграх усіх турнірів, забивши 12 голів.
У липні 2022 року на умовах чотирирічного контракту приєднався до клубу «Торонто», представника північноамериканської MLS.

## Виступи за збірні
2011 року дебютував у складі юнацької збірної Італії, взяв участь у 8 іграх на юнацькому рівні.
З 2013 року залучається до складу молодіжних збірних Італії. На молодіжному рівні зіграв у 7 офіційних матчах, забив 2 голи.
Навесні 2016 року дебютував в іграх за національну збірну Італії. Влітку 2021 року був у її складі учасником відкладеного через пандемію коронавірусної хвороби чемпіонату Європи 2020, на якому виходив на поле у чотирьох іграх та допоміг команді здобути другий у її історії титул континентальних чемпіонів.

## Статистика виступів

### Статистика клубних виступів
Станом на 10 вересня 2022
| Сезон                  | Команда                | Чемпіонат              | Чемпіонат | Чемпіонат | Національний кубок | Національний кубок | Національний кубок | Континентальні кубки | Континентальні кубки | Континентальні кубки | Інші змагання | Інші змагання | Інші змагання | Усього | Усього |
| Сезон                  | Команда                | Ліга                   | Ігор      | Голів     | Ліга               | Ігор               | Голів              | Ліга                 | Ігор                 | Голів                | Ліга          | Ігор          | Голів         | Ігор   | Голів  |
| ---------------------- | ---------------------- | ---------------------- | --------- | --------- | ------------------ | ------------------ | ------------------ | -------------------- | -------------------- | -------------------- | ------------- | ------------- | ------------- | ------ | ------ |
| 2013–14                | «Кротоне»              | B                      | 38+1      | 12        | КІ                 | 0                  | 0                  | -                    | -                    | -                    | -             | -             | -             | 39     | 12     |
| 2014–15                | «Фіорентина»           | A                      | 7         | 1         | КІ                 | 0                  | 0                  | ЛЄ                   | 3                    | 2                    | -             | -             | -             | 10     | 3      |
| 2015–16                | «Фіорентина»           | A                      | 33        | 2         | КІ                 | 1                  | 0                  | ЛЄ                   | 7                    | 4                    | -             | -             | -             | 41     | 6      |
| 2016–17                | «Фіорентина»           | A                      | 32        | 11        | КІ                 | 2                  | 1                  | ЛЄ                   | 8                    | 2                    | -             | -             | -             | 42     | 14     |
| Усього за «Фіорентину» | Усього за «Фіорентину» | Усього за «Фіорентину» | 72        | 14        |                    | 3                  | 1                  |                      | 18                   | 8                    |               | -             | -             | 93     | 23     |
| 2017–18                | «Ювентус»              | A                      | 22        | 4         | КІ                 | 3                  | 0                  | ЛЧ                   | 5                    | 1                    | СІ            | 1             | 0             | 31     | 5      |
| 2018–19                | «Ювентус»              | A                      | 28        | 2         | КІ                 | 2                  | 1                  | ЛЧ                   | 8                    | 0                    | СІ            | 1             | 0             | 39     | 3      |
| 2019–20                | «Ювентус»              | A                      | 29        | 1         | КІ                 | 3                  | 0                  | ЛЧ                   | 6                    | 1                    | СІ            | 0             | 0             | 38     | 2      |
| 2020–21                | «Ювентус»              | A                      | 27        | 0         | КІ                 | 4                  | 0                  | ЛЧ                   | 7                    | 0                    | СІ            | 1             | 0             | 39     | 0      |
| 2021–22                | «Ювентус»              | A                      | 28        | 1         | КІ                 | 2                  | 1                  | ЛЧ                   | 5                    | 0                    | СІ            | 1             | 0             | 36     | 2      |
| Усього за «Ювентус»    | Усього за «Ювентус»    | Усього за «Ювентус»    | 134       | 8         |                    | 14                 | 2                  |                      | 31                   | 2                    |               | 4             | 0             | 183    | 12     |
| лип.-груд. 2022        | «Торонто»              | MLS                    | 10        | 8         | ЧК                 | 1                  | 0                  | -                    | -                    | -                    | -             | -             | -             | 11     | 8      |
| Усього за кар'єру      | Усього за кар'єру      | Усього за кар'єру      | 255       | 42        |                    | 18                 | 3                  |                      | 49                   | 10                   |               | 4             | 0             | 326    | 55     |

### Статистика виступів за збірну
Станом на 10 вересня 2022
| Дата       | Місто             | Господарі            | Результат               | Гості                | Турнір                                         | Голи | Примітки  |
| ---------- | ----------------- | -------------------- | ----------------------- | -------------------- | ---------------------------------------------- | ---- | --------- |
| 24-3-2016  | Удіне             | Італія               | 1 – 1                   | Іспанія              | товариський матч                               | -    | 60'       |
| 29-3-2016  | Мюнхен            | Німеччина            | 4 – 1                   | Італія               | товариський матч                               | -    |           |
| 29-5-2016  | Та-Калі           | Італія               | 1 – 0                   | Шотландія            | товариський матч                               | -    | 59'       |
| 6-6-2016   | Верона            | Італія               | 2 – 0                   | Фінляндія            | товариський матч                               | -    | 75'       |
| 22-6-2016  | Лілль             | Італія               | 0 – 1                   | Ірландія             | ЧЄ 2016 - 1-й етап                             | -    | 60'       |
| 9-10-2016  | Скоп'є            | Північна Македонія   | 2 – 3                   | Італія               | Відбір до ЧС 2018                              | -    | 64'       |
| 15-11-2016 | Мілан             | Італія               | 0 – 0                   | Німеччина            | товариський матч                               | -    | 67'       |
| 7-6-2017   | Ніцца             | Італія               | 3 – 0                   | Уругвай              | товариський матч                               | -    | 58'       |
| 11-6-2017  | Удіне             | Італія               | 5 – 0                   | Ліхтенштейн          | Відбір до ЧС 2018                              | 1    | 60'       |
| 2-9-2017   | Мадрид            | Іспанія              | 3 – 0                   | Італія               | Відбір до ЧС 2018                              | -    | 70'       |
| 5-9-2017   | Реджо-нель-Емілія | Італія               | 1 – 0                   | Ізраїль              | Відбір до ЧС 2018                              | -    | 87'       |
| 6-10-2017  | Турин             | Італія               | 1 – 1                   | Північна Македонія   | Відбір до ЧС 2018                              | -    | 64'       |
| 13-11-2017 | Мілан             | Італія               | 0 – 0                   | Швеція               | Відбір до ЧС 2018                              | -    | 63' 90+2' |
| 7-9-2018   | Болонья           | Італія               | 1 – 1                   | Польща               | Ліга націй УЄФА 2018-2019 - 1-й етап           | -    |           |
| 10-10-2018 | Генуя             | Італія               | 1 – 1                   | Україна              | товариський матч                               | 1    | 56'       |
| 14-10-2018 | Хожув             | Польща               | 0 – 1                   | Італія               | Ліга націй УЄФА 2018-2019 - 1-й етап           | -    | 80'       |
| 23-3-2019  | Удіне             | Італія               | 2 – 0                   | Фінляндія            | Відбір до ЧЄ 2020                              | -    |           |
| 8-6-2019   | Афіни             | Греція               | 0 – 3                   | Італія               | Відбір до ЧЄ 2020                              | -    | 83'       |
| 11-6-2019  | Турин             | Італія               | 2 – 1                   | Боснія і Герцеговина | Відбір до ЧЄ 2020                              | -    | 80'       |
| 5-9-2019   | Єреван            | Вірменія             | 1 – 3                   | Італія               | Відбір до ЧЄ 2020                              | -    | 83'       |
| 8-9-2019   | Тампере           | Фінляндія            | 1 – 2                   | Італія               | Відбір до ЧЄ 2020                              | -    | 73'       |
| 12-10-2019 | Рим               | Італія               | 2 – 0                   | Греція               | Відбір до ЧЄ 2020                              | 1    | 39'       |
| 15-10-2019 | Вадуц             | Ліхтенштейн          | 0 – 5                   | Італія               | Відбір до ЧЄ 2020                              | 1    | 74'       |
| 15-11-2019 | Зениця            | Боснія і Герцеговина | 0 – 3                   | Італія               | Відбір до ЧЄ 2020                              | -    | 25' 75'   |
| 11-11-2020 | Флоренція         | Італія               | 4 – 0                   | Естонія              | товариський матч                               | 1    | 72'       |
| 15-11-2020 | Реджо-нель-Емілія | Італія               | 2 – 0                   | Польща               | Ліга націй УЄФА 2020-2021 - 1-й етап           | -    | 64'       |
| 18-11-2020 | Сараєво           | Боснія і Герцеговина | 0 – 2                   | Італія               | Ліга націй УЄФА 2020-2021 - 1-й етап           | -    | 82'       |
| 28-3-2021  | Софія             | Болгарія             | 0 – 2                   | Італія               | Відбір до ЧС 2022                              | -    | 76' 89'   |
| 31-3-2021  | Вільнюс           | Литва                | 0 – 2                   | Італія               | Відбір до ЧС 2022                              | -    |           |
| 28-5-2021  | Кальярі           | Італія               | 7 – 0                   | Сан-Марино           | товариський матч                               | 1    | кап.      |
| 11-6-2021  | Рим               | Туреччина            | 0 – 3                   | Італія               | ЧЄ 2020 - 1-й етап                             | -    | 85'       |
| 20-6-2021  | Рим               | Італія               | 1 – 0                   | Уельс                | ЧЄ 2020 - 1-й етап                             | -    | 75'       |
| 6-7-2021   | Лондон            | Італія               | 1 – 1 д.ч. (4 – 2 п.п.) | Іспанія              | ЧЄ 2020 - півфінал                             | -    | 107'      |
| 11-7-2021  | Лондон            | Італія               | 1 – 1 д.ч. (3 – 2 п.п.) | Англія               | ЧЄ 2020 - Фінал                                | -    | 86'       |
| 8-9-2021   | Реджо-нель-Емілія | Італія               | 5 – 0                   | Литва                | Відбір до ЧС 2022                              | -    | 61'       |
| 6-10-2021  | Мілан             | Італія               | 1 – 2                   | Іспанія              | Ліга націй УЄФА 2020-2021 - півфінал           | -    | 46'       |
| 10-10-2021 | Турин             | Італія               | 2 – 1                   | Бельгія              | Ліга націй УЄФА 2020-2021 - матч за 3-тє місце | -    | 90+2'     |
| 15-11-2021 | Белфаст           | Північна Ірландія    | 0 – 0                   | Італія               | Відбір до ЧС 2022                              | -    | 68'       |
| 1-6-2022   | Лондон            | Італія               | 0 – 3                   | Аргентина            | Фіналіссіма 2022                               | -    | 46'       |
| Усього     |                   | Матчів               | 39                      |                      | Голів                                          | 6    |           |

| Дата       | Місто             | Господарі         | Результат | Гості      | Турнір                             | Голи | Примітки |
| ---------- | ----------------- | ----------------- | --------- | ---------- | ---------------------------------- | ---- | -------- |
| 5-3-2014   | Лурган            | Північна Ірландія | 0 – 2     | Італія     | Кваліфікація молодіжного Євро-2015 | -    | 85'      |
| 13-8-2014  | Плоєшті           | Румунія           | 2 – 1     | Італія     | Товариський матч                   | -    | 46'      |
| 5-9-2014   | Пескара           | Італія            | 3 – 2     | Сербія     | Кваліфікація молодіжного Євро-2015 | -    | 65'      |
| 9-9-2014   | Кастель-ді-Сангро | Італія            | 7 – 1     | Кіпр       | Кваліфікація молодіжного Євро-2015 | 1    |          |
| 10-10-2014 | Злате Моравце     | Словаччина        | 1 – 1     | Італія     | Кваліфікація молодіжного Євро-2015 | -    | 60'      |
| 14-10-2014 | Реджо-нель-Емілія | Італія            | 3 – 1     | Словаччина | Кваліфікація молодіжного Євро-2015 | 1    |          |
| 21-6-2015  | Угерске Градіште  | Італія            | 0 – 0     | Португалія | Молодіжне Євро-2015 - 1-й етап     | -    | 62'      |
| 12-8-2015  | Телкі             | Угорщина          | 0 – 0     | Італія     | Товариський матч                   | -    | 60'      |
| 8-9-2015   | Реджо-нель-Емілія | Італія            | 1 – 0     | Словенія   | Кваліфікація молодіжного Євро-2017 | 1    | 73'      |
| 8-10-2015  | Копер             | Словенія          | 0 – 3     | Італія     | Кваліфікація молодіжного Євро-2017 | -    | 61'      |
| 13-10-2015 | Віченца           | Італія            | 1 – 0     | Ірландія   | Кваліфікація молодіжного Євро-2017 | -    | 71'      |
| 17-11-2015 | Кастель-ді-Сангро | Італія            | 2 – 0     | Литва      | Кваліфікація молодіжного Євро-2017 | -    |          |
| 18-6-2017  | Краків            | Данія             | 0 – 2     | Італія     | Молодіжне Євро-2017 - 1-й етап     | -    |          |
| 21-6-2017  | Тихи              | Чехія             | 3 – 1     | Італія     | Молодіжне Євро-2017 - 1-й етап     | -    | 75'      |
| 24-6-2017  | Краків            | Італія            | 1 – 0     | Німеччина  | Молодіжне Євро-2017 - 1-й етап     | 1    |          |
| 27-6-2017  | Краків            | Італія            | 1 – 3     | Іспанія    | Молодіжне Євро-2017 - півфінал     | 1    |          |
| Усього     |                   | Матчів            | 16        |            | Голів                              | 5    |          |

## Титули і досягнення
- Чемпіон Європи: 2020
- Чемпіон Італії (3):

«Ювентус»: 2017-18, 2018-19, 2019-20
- Володар Кубка Італії (2):

«Ювентус»: 2017-18, 2020-21
- Володар Суперкубка Італії (2):

«Ювентус»: 2018, 2020